# V482 Carinae
V482 Carinae es una gigante roja de la constelación de Quilla, se encuentra a 1019 años luz(312.5 parsecs). Es una gigante roja de gran magnitud absoluta y AR de 09hr 31m 09.2s y DEC -58° 28' 28.8".
V482 Carinae es una estrella con tipo espectral M2III, gracias a eso es una estrella de magnitud aparente de 5.88 y absoluta de 0.78, una estrella que para su tipo espectral es bastante brillante debido a su tamaño.

## Propiedades físicas
V482 cuenta con una luminosidad de 216 luminosidades solares, esto se debe a su tamaño de gigante roja, y es bastante luminosa para su tipo, una temperatura 3500K, un índice de color de 1.676, una masa de 5.16 masas solares y un radio de 24.6 radios solares, bastante grande.